# Julius Rühlmann
Pour les articles homonymes, voir Ruhlmann.
Julius Adolf Rühlmann (Dresde, 28 février 1816 - Dresde, 27 octobre 1877 est un musicien allemand (joueur de trombone). 
Élève d'un musicien municipal dénommé Zillmann et de Julius Otto, cantor de l'École Sainte-Croix de Dresde, il a été membre de l'orchestre de la  Staatskapelle de Dresde de 1841 jusqu'à sa mort. On note sa présence dans l'orchestre en 1845 lors de la création de Tannhäuser sous la direction de Richard Wagner.
Il a été président du fonds de secours pour les veuves et les orphelins de la Staatskapelle, membre fondateur et président de l'association des musiciens de Dresde (Dresden Tonkünstler Verein) et contrôleur des instruments de l'orchestre. 
À compter de 1856, il a enseigné au conservatoire royal de Saxe pour le piano et l'histoire de la musique.
Il est l'auteur de plusieurs ouvrages de musicologie et a notamment mené des travaux de recherche sur Vivaldi, compositeur alors largement oublié et méconnu. Il a en particulier écrit une « Histoire des instruments à archet » (Geschichte der Bogeninstrumente), et une étude sur « Antonio Vivaldi et son influence sur Jean-Sébastien Bach » (Antonio Vivaldi und sein Einfluss auf Johann Sebastian Bach dans laquelle il relativise la dite influence auparavant mise en exergue par Johann Nikolaus Forkel (M.T. Bouquet-Boyer, op.cit. p. 108).